# ジュリー・アンドリュース
デイム・ジュリー・アンドリュース（Dame Julie Elizabeth Andrews、デイム・ジュリー・エリザベス・アンドルーズ、DBE、1935年10月1日 - ）は、イギリス生まれの女優、歌手、 作家、演出家、ダンサー。2000年、エリザベス2世より舞台芸術の功績で大英帝国勲章に叙され、デイムの称号をつけて呼ばれる。
ウェスト・エンド・シアターで1948年にデビュー。また1954年の上演作品『ボーイ・フレンド』でブロードウェイデビュー。トニー賞にノミネートされた『マイ・フェア・レディ』、『キャメロット』で世間の名声を得た。1957年にはテレビで1億人以上が視聴したミュージカル『シンデレラ』に主演した。
ディズニー映画『メリー・ポピンズ』（1964年）で長編映画デビューし、アカデミー主演女優賞を獲得した。ディズニー映画でアカデミー主演女優賞にノミネート（後に受賞）されたのはいまだに彼女だけである。『サウンド・オブ・ミュージック』（1965年）では2回目のアカデミー賞ノミネートを果たし、ゴールデングローブ賞 主演女優賞（ミュージカル・コメディ部門）を受賞した。後者の映画は現在でも最高興行収入を獲得した映画第3位である。1964年から1967年の間、『卑怯者の勲章』、『ハワイ』、アルフレッド・ヒッチコック監督作品『引き裂かれたカーテン』、『モダン・ミリー』などでも人気を得て、当時の世界で一番成功した映画スターとなった。
1970年代、映画でのキャリアは『スター!』、『暁の出撃』、『夕映え』の興行の大失敗により鈍化していった。しかし、『テン』（1979年）がヒットし、『ビクター/ビクトリア』（1982年）では3回目のアカデミー賞ノミネートを果たした。1980年代の残りは、批評家などからは絶賛されたものの商業的に不成功だった『That's Life!(英語版) 』と『デュエット・フォー・ワン』に出演。1990年代、彼女の名声は薄らいでいった。
『プリティ・プリンセス』（2001年）とその続編『プリティ・プリンセス2/ロイヤル・ウェディング』（2004年）、アニメーション映画『シュレック』シリーズ（2004年 - 2010年）、『怪盗グルーの月泥棒 3D』の成功でもう一度復活。2003年にはサッグハーバーのベイ・ストリート・シアターで彼女の最初のブロードウェイ成功作である『ボーイ・フレンド』が公演され、演出家を務めた。
児童作家でもあり、2008年に、ロンドン大空襲の思い出などが含まれている自伝『Home: A Memoir of My Early Years』を出版した。
アカデミー賞を1度受賞している他に、英国アカデミー賞を1度、ゴールデングローブ賞を5度、グラミー賞を3度、エミー賞を2度、そしてディズニー・レジェンドとケネディ・センター名誉賞の受賞経験がある。2002年、「100名の最も偉大な英国人」に59位で選出された。

## 生い立ち
1935年10月1日、イギリスのロンドン近郊サリー州エルムブリッジのウォルトン・オン・テムズで生まれた。母親のバーバラ・ワード・ウェルズ（旧姓モリス）は、金属加工と木工の学校教師のエドワード・チャールズ・"テッド"・ウェルズと結婚。しかし、アンドリュースは母親が彼女が知らない友人とよく会っているのを不思議に思っていた。1950年に本当の父親は別にいると母に教えられたが、2008年に自伝が出版されるまで公表されなかった。
第二次世界大戦が勃発した頃に両親が離婚。バーバラがテッド・アンドリュースと、そしてテッド・ウェルズがサリーのヒンチリー・ウッドの戦時工場で織物の仕事をしていた元ヘアスタイリストと、両者とも1939年に再婚した。
しばらく父親のもとで弟のジョンと暮らしていたが、1940年頃、父親は才能のある娘に巧妙なトレーニングを受けさせた方が良いと考え、彼女の母親と継父のところに行かせた。2008年に出版された自伝によると、ジュリーはテッド・アンドリュースを「テッドおじさん」と呼んでいたのだが、彼女の母親に継父を「お父さん」と呼びなさいと言われ、呼び名を変えた。しかしジュリーはまだ幼く、父親のことを忘れられなかったため、この呼び名を嫌ったという。
彼女の家族は「とても貧乏でロンドンのスラム街に住んでいた」「その頃は私が人生で一番苦労した時期です。（very poor and we lived in a bad slum area of London, That was a very black period in my life.）」と語っている。継父は乱暴で、アルコール依存症であった。継父に酔った勢いで二回も襲われかけたため、部屋に鍵をかけるようになった。しかし、母親と継父による公演の成功と共に、生活に余裕ができたためもう少し良い地域に住めるようになり、まずベックナム、そして戦争の終結とともに故郷であるハーシャムに順に移っていき、そして昔母方の祖母が家政婦として勤めていた家に居住した。
継父は彼女にレッスンを受けさせ始め、最初はロンドンにある舞台芸術に特化した学校であるLondonCone-Ripman Schoolで、さらにはソプラノ歌手で声楽師でもあるマダム・リリアン・スタイルズ・アレンに師事。リリアンについて後に「彼女は私に大きな影響を与えてくれました」、 「彼女は私の三人目の母のような存在で、私は世界中で一番たくさんの母親と父親がいます。」と語っている。
LondonCone-Ripman Schoolを卒業後、ベックナムの地元の学校Woodbrook Schoolで芸術教育を続けた。

## 経歴

### イギリスでのキャリア初期
1945年の初頭から約2年間、両親と一緒にノーギャラでステージに上がる。「ある日、昼寝をしなさいといわれました。それはママとパパ(テッド・アンドリュース)と一緒に夜に歌うことになったからでした」と、当時の状況を振り返っている。彼女はまだ小さかったため、ビールの木枠の上に立ちマイクで歌った。時々は母親がピアノの伴奏をし、それに合わせてソロか義父とのデュエットをした。「緊張して怖かったけど、上手く歌えた。」と語っている。
継父にロンドンにあるモス・エンパイヤーズの有名なコンサート会場などを管理していたヴァル・パーネルを紹介され、一気に脚光を浴びた。
1947年10月22日にロンドンのヒッポドロームでオペラ『ミニョン』の中の難しいアリアである『私はティタニア』を『Starlight Roof 』というミュージカルのレビューで歌い、プロのソロデビューを果たした。彼女はヒッポドロームで1年間公演する。『Starlight Roof 』について「そこには、風船で動物を作った、素晴らしいアメリカ人のコメディアンのウォーリー・ボーグがいました。彼は『客席にいる小さな女の子か男の子で誰かこれを欲しい人はいるかい』と聞きました。そこで私は急いでステージに上がり、『私にひとつください。』と言うと、彼は私に話し掛けてきて、私が歌いますと言うと・・・幸いなことにショーはいきなり静かになりました。それだけではなく、観客は夢中になって聞いてくれました。」と語っている。
1948年の11月1日にロンドン・パレイディアム劇場でダニー・ケイ、ニコラス・ブラザーズ、コメディコンビであるジョージとバート・バーナードと共にジョージ6世の家族の前で公演し、ロイヤル・コマンド・ヴァラエティ・パフォーマンスで一人で公演した最年少のパフォーマーとなった。
両親と共にラジオやテレビに出演するようになり、BBC ライト・プログラムのエピソードでミュージカルでコメディ・ショウの『Up the Pole』、そして『Educating Archie』に1950年から1952年まで出演する。1949年10月8日に放送されたBBCの『RadiOlympia Showtime』でテレビデビューを飾った。
ウェスト・エンドにあるロンドン・カジノ劇場で、バッドロールバドア姫 (Princess Badroulbadour) を演じた『アラジン』、『ハンプティ・ダンプティ』をそれぞれ一年ずつ公演した。他にも地方の劇場などで『ジャックと豆の木』、『赤ずきん』、主演として『シンデレラ』などにも出演した。

### アメリカ合衆国でのキャリア初期
19歳の誕生日の前夜の1954年9月30日に、ジュリー・アンドリュースはロンドンで大成功したミュージカル『ボーイ・フレンド』のポリー・ブラウン役でブロードウェイデビューを果たす。批評家たちは、アンドリュースはこのミュージカルで優れた人材だ、と評した。『ボーイ・フレンド』の契約が切れる間際に、アンドリュースはブロードウェイの『マイ・フェア・レディ』のオーディションを受けてはどうかと勧められ、見事選ばれた1955年の11月に、彼女にとっては初めてのテレビ映画である『High Tor』に出演する契約を交わしビング・クロスビーと共演した。
リチャード・ロジャーズのミュージカル『パイプ・ドリーム』のオーディションを受け、ロジャーズは彼女を『パイプ・ドリーム』に出演させたいと思ったが、もしアラン・ジェイ・ラーナーとフレデリック・ロウの『マイ・フェア・レディ』にオファーされたらそちらに出演しなさい、とアドバイスをする。1956年、彼女は『マイ・フェア・レディ』にレックス・ハリソンのヘンリー・ヒギンズ役に対し、イライザ・ドゥーリトル役として出演する。ロジャーズは『マイ・フェア・レディ』でのアンドリュースの才能に感心し、彼女はロジャース&ハマースタインのテレビミュージカルである『シンデレラ』に出演した。『シンデレラ』はアルフレッド・アントニーニの音楽的な演出の下で1957年3月31日にCBSで放映され、人々を魅惑し、推定1億700万人が視聴した。このショーはニューヨークのブロードウェイ2248番のCBSスタジオ72よりカラーで放映された。現在は、米国でDVD化されたモノクロのキネスコープしか残っていない。 アンドリュースはこの作品でエミー賞にノミネートされた。
1958年から1962年の間はCBSの『The Fabulous Fifties』やNBCの『The Broadway of Lerner & Loewe』などの特別番組に出演する。エド・サリヴァン・ショーにゲスト出演したのに加え、『The Dinah Shore Chevy Show』、『What's My Line?』、『The Jack Benny Program』、『The Bell Telephone Hour』『The Garry Moore Show』などにも出演する。1962年6月、アンドリュースはCBSの特別番組の『Julie and Carol at Carnegie Hall』でキャロル・バーネットと共演した。
1960年、ラーナーとロウは彼女をグィネヴィア王妃として、リチャード・バートンや、当時まだ新人だったロバート・グーレ『キャメロット』に出演させた。バートンは後に彼女のことを「彼女は僕の好きな共演者三人の中の一人で、他の二人はE.テイラーとP. オトゥールだ。彼女は僕が唯一、一緒に寝たことがない主演女優さ。（She's one of my three favorite costars, the others being E. Taylor and P. 0'-Toole. She's the only leading lady I never slept with.）」などと語っている。しかし、映画スタジオのトップだったジャック・L・ワーナーはアンドリュースはまだ映画に出演した経験がなく、映画版の『マイ・フェア・レディ』では、代わりにイライザは映画女優であるオードリー・ヘプバーンが演じた。ジャック・L・ワーナーは「私は自分の仕事上、誰が映画に利益を与えるかを知っている。オードリー・ヘプバーンが作品を赤字にさせるようなことは絶対にない。」と語っている。ワーナーはアンドリュースのもう一つの当たり役『キャメロット』の映画化権も持っており、アンドリュースはインタビューで「もちろん『キャメロット』の映画化には出演したいと思いますわ。だけど、ワーナーさんが私にやらせてくれるかしら？」と述べており、最初は舞台のオリジナル・キャストで映画化が発表されたが、結局映画ではバネッサ・レッドグレーブがグィネヴィア王妃役を演じている。
1959年5月10日にサリーのウェイブリッジで舞台美術家であるトニー・ウォルトンと結婚。二人はロンドン・カジノ劇場で『ハンプティ・ダンプティ』の公演中に初めて出会った。アンドリュースと夫は1962年の9月にイギリスに戻り、娘のエマ・キャサリン・ウォルトンがロンドンで二ヶ月後に生まれた。

### ハリウッドスターの座
1963年、ウォルト・ディズニー・ピクチャーズのミュージカル映画『メリー・ポピンズ』の撮影を始める。ウォルト・ディズニーは、『キャメロット』の公演を観てアンドリュースは「何をやっても完璧！（practically perfect in every way!）」なイギリス人のナニーにぴったりだと思った。アンドリュースはその頃妊娠6ヶ月であったため断ったが、しかしディズニーは丁寧に「待ちましょう。（We'll wait for you.）」と断言した。

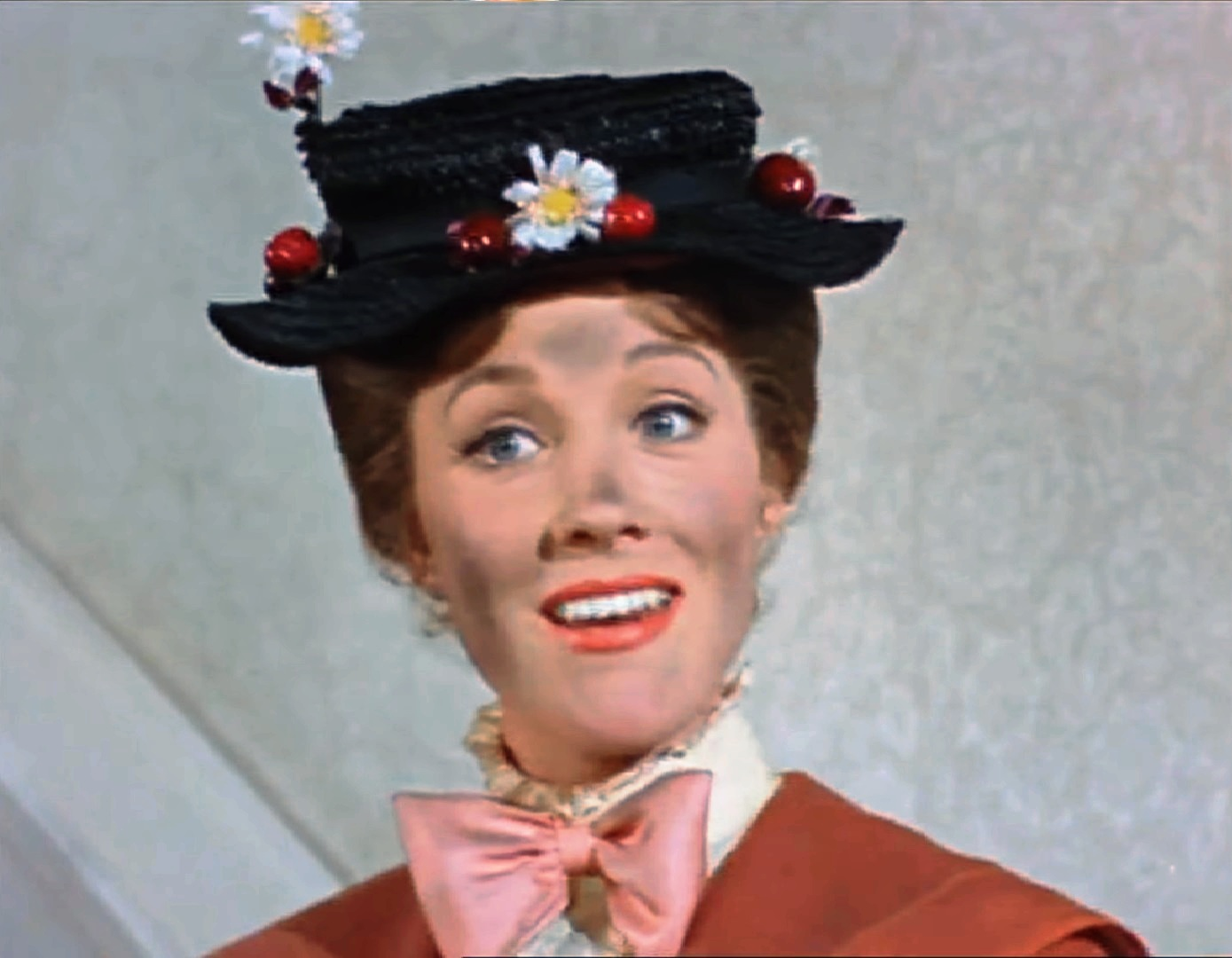
映画『メリー・ポピンズ』（1964年）

『メリー・ポピンズ』はディズニー史上、一番の興行成績をあげた。アンドリュースはこの映画で1964年のアカデミー主演女優賞、ゴールデングローブ賞 主演女優賞 (ミュージカル・コメディ部門)を受賞した。ディズニー映画でアカデミー主演女優賞にノミネート(後に受賞)されたのはいまだに彼女だけである。彼女と共演者達はグラミー賞 最優秀子供のためのアルバム賞も受賞した。
ジェームズ・ガーナーの相手役として『卑怯者の勲章』(1964年)に出演し、英国アカデミー賞 最優秀英国女優賞にノミネートされた。この映画は第二次世界大戦中のロンドンが舞台のコメディ・ドラマである。アンドリュースは共演者のジェームズ・ガーナーと同じく好きな映画としてこれをあげている。
1965年、『サウンド・オブ・ミュージック』に出演し、その年の最高興行収入映画であり、20世紀フォックス史上最大のヒットとなった。2013年現在、これは今までの映画の中で三番目の興行収入をあげている。このマリア・フォン・トラップ役で、二つ目のゴールデングローブ賞 主演女優賞 (ミュージカル・コメディ部門)を受賞し、アカデミー主演女優賞にもノミネートされたが、『ダーリング』のジュリー・クリスティに敗れてしまった。
『サウンド・オブ・ミュージック』の撮影後、NBCのバラエティ・シリーズである『アンディ・ウィリアムス・ショー』にゲスト出演した。このエピソードでエミー賞にノミネートされた。また、エミー賞を受賞した(アンドリュースは受賞していない)特別番組『ジュリー・アンドリュース・ショー』でジーン・ケリー、ゲストとしてニュー・クライスティ・ミンストレルズらと共演した。これはNBCで1965年11月に放映された。
1966年、『ハワイ』に出演し、その年の最高興行収入映画になっている。また、同じ年にアルフレッド・ヒッチコック監督映画、『引き裂かれたカーテン』に出演し、ポール・ニューマンと共演している。次の年には『モダン・ミリー』（1967年）に出演し、ゴールデン・グローブ賞にノミネートされた。当時、『モダン・ミリー』と『引き裂かれたカーテン』はユニバーサル・ピクチャーズ史上、それぞれ一番と二番目のヒットであった。

### 中頃のキャリア

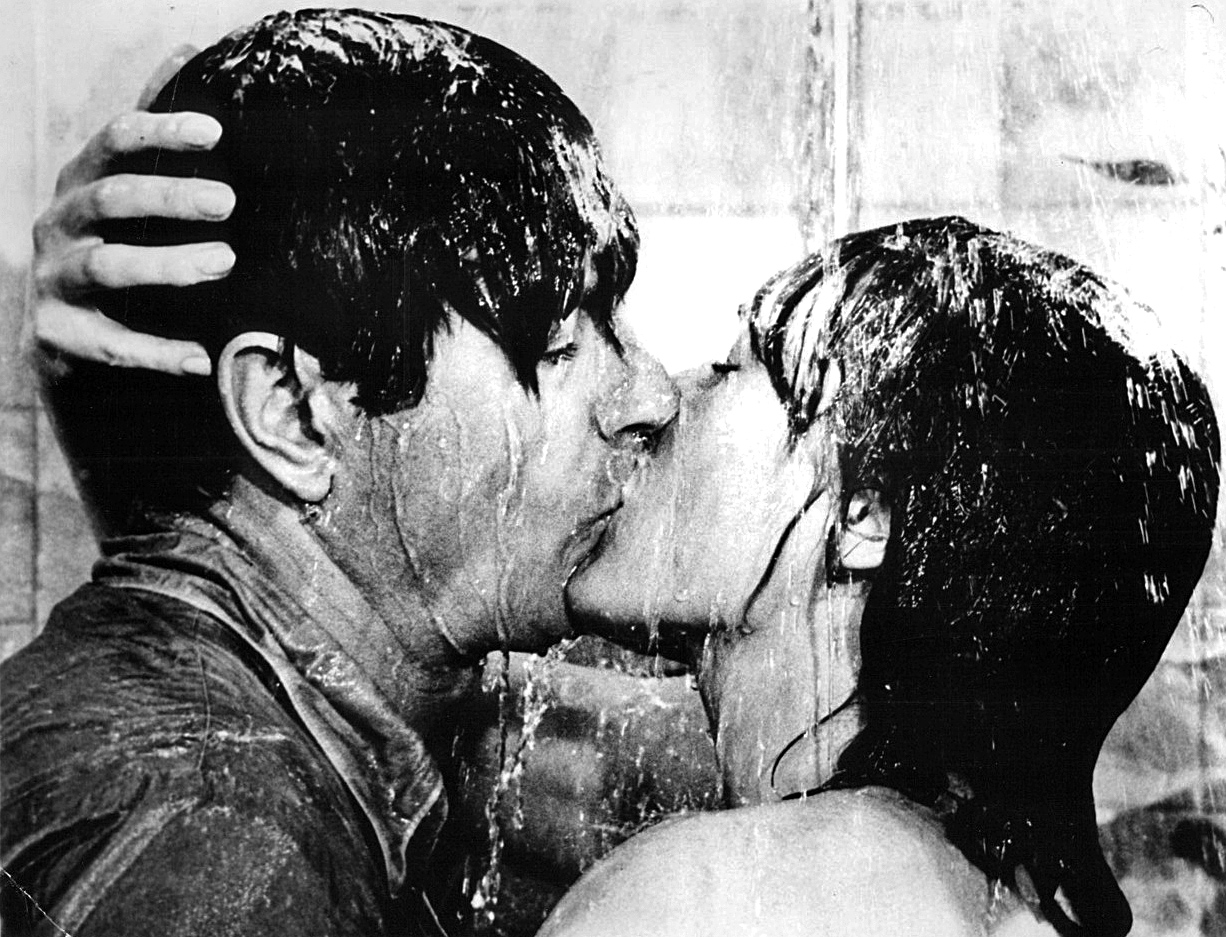
ロック・ハドソンと映画『暁の出撃』（1970年）でのキスシーン

次の出演作はハリウッドの最大の失敗作の内の二つで、ガートルード・ローレンスの伝記映画である『スター!』。ロック・ハドソンと共演し、二人目の夫（トニー・ウォールトンとは1967年に離婚。1969年に再婚している）であるブレイク・エドワーズ監督の映画『暁の出撃』に出演した。二人はエドワーズが2010年に亡くなるまで別れることはなかった。
1969年、歌手のハリー・ベラフォンテとNBCの特別番組の『An Evening with Julie Andrews and Harry Belafonte』で共演する。1971年、彼女はゲストとしてウォルト・ディズニー・ワールド・リゾートのグランド・オープンに立会い、同年キャロル・バーネットとCBSの特別番組『Julie and Carol At Lincoln Center』に出演した。1972から73年は、ABCで彼女自身のバラエティ番組である『ジュリー・アンドリュース・アワー』で主演を務める。この番組は7つのエミー賞を受賞したが、1シーズンで中止されてしまった。また、『マンディ』で作家デビューも果たした。
1973年と1975年の間、ABCの5つの特別番組に出演する。1977年には『マペット・ショー』にゲスト出演し（日本でも放送）、次の年にはCBSのバラエティ特別番組で再びマペット達と共演した。そのプログラム、『Julie Andrews: One Step Into Spring』は1978年の3月に放送され、好ましくない批評を受け、並みの視聴率になった。1970年代には他に『夕映え』（1974年）と『テン』（1979年）の2作品しか映画に出演していない。
1980年2月、CBSの特別番組『Because We Care』でカンボジアの飢饉の被災者に寄付をしている30人のスター達と共演した。次の年、映画『Little Miss Marker(1980 film)(英語版)』で主演を務める。1981年、ブレーク・エドワーズの『S.O.B.』に出演し初のトップレスシーンを披露する。これは注目を集め、彼女の健康的でキュートなイメージを求めるファンに突きつけた。
1982年、『ビクター/ビクトリア』でヴィクトリア・グラントと伯爵ビクター・グラジンスキーという二つの顔を持つ役柄を演じ、相手役はまたジェームズ・ガーナーである。彼女の演技はゴールデングローブ賞 主演女優賞 (ミュージカル・コメディ部門)を受賞し、三度目である、アカデミー主演女優賞にもノミネートされた。
1983年、ハーバード大学 ・シアトリカル・ソサエティよりウーマン・オブ・ジ・イヤーに選ばれた。同年、バート・レイノルズと共演した『グッバイ、デイビッド』に出演した。次の映画は、彼女がゴールデン・グローブ賞にノミネートされた『That's Life!』と『デュエット・フォー・ワン』（両方とも1986年）である。

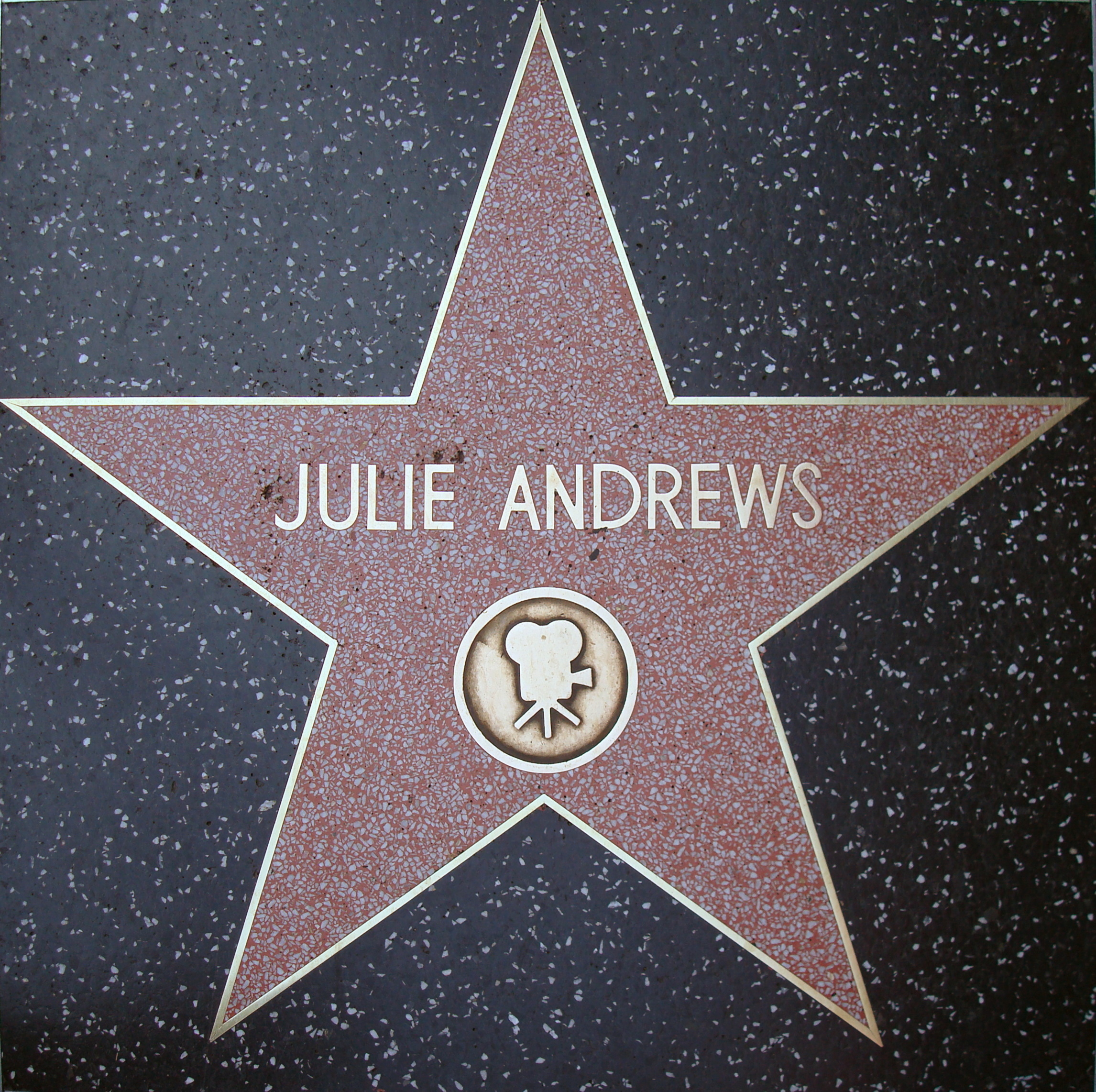
ハリウッド・ウォーク・オブ・フェームの星

1987年12月、ABCのクリスマス特別番組で、エミー賞5部門を受賞した『Julie Andrews: The Sound Of Christmas』に出演した。同年、全米ツアーを行った。2年後の1989年、ABCで放送された特別番組『ジュリー・アンド・キャロル・トゥゲザー・アゲイン』でキャロル・バーネットと共演を果たした。
1991年、ABCのテレビ映画『君が眠る前に』でアン＝マーグレット、ヒュー・グラントと共演し、テレビドラマデビューを果たした。同年、アンドリュースはディズニー・レジェンドを受賞した。
1992年の夏、初のホームコメディである『Julie』でジェームズ・ファレンティノと共演し、ABCで放送されたが、7エピソード分しか続かなかった。1992年の12月NBCの休暇特別番組『Christmas In Washington』でホストを務める。同年に開発されたバラの新種に「ジュリー・アンドリュース」の名前がつけられた。
1993年、マンハッタン・シアター・クラブでスティーヴン・ソンドハイムのレビューであるオフブロードウェイミュージカル『Putting It Together』のアメリカ初演を行った。1994年から1995年の間、1つ目はリチャード・ロジャーズ『Broadway - Music Of Richard Rogers』（エーデルワイス～リチャード・ロジャース作品集（日本盤タイトル））、2つ目はアラン・ジェイ・ラーナー『Here I'll Stay - The Words of Alan Jay Lerner』のブロードウェイシリーズ、2つのソロアルバムをPHILIPSレーベルでレコーディングをする。『マイ・フェア・レディ～ブロードウェイ・ベスト』（Classic Julie Classic Broadway）Decca（デッカ・レコード）より、ベスト盤も発売。1995年、彼女は舞台ミュージカル版の『ビクター/ビクトリア』に出演する。これは彼女がブロードウェイデビューをした35年後であった。1995年10月25日にブロードウェイのマーキュイス劇場で初演され、その日には特集番組『Julie Andrews: Back On Broadway』が全米放映され、後に世界ツアーも行われた。トニー賞において本作品からノミネートされたのはミュージカル主演女優賞へのジュリーのみだったため、公演後のスピーチでノミネート辞退を発表し物議を醸した。このスピーチでの「egregiously overlooked」（直訳：言語道断に見落とされた人たち）というフレーズはこれ以降、同様のシチュエーションにおける決まり文句になっている。
1997年のブロードウェイの終演間近、声が嗄声になり、ショーを辞めざるを得なくなった。その後、彼女はニューヨークのマウントサイナイ病院で喉から非癌性の声帯結節を取り除く手術を受けた。「声帯に発生する一種の筋肉紋でした」、また「私は癌もなく、結節もありませんでした。何もなかったのです。」と述べている。）
1999年、喉の手術を行ったスコット・ケセラー氏とジェフリー・リビン氏を含むマウントサイナイ病院の医師を医療過誤で告訴した。当初、医師たちはアンドリュースに声は6週間で戻ると断言していたが、アンドリュースの義理の娘のジェニファー・エドワーズは1999年に「二年もたちましたが、まだそれ（以前の歌声）は戻っていません。」と話している。訴訟は2000年9月に落ち着いた。
その後2000年からマサチューセッツ総合病院の院長のスティーブン・M・ゼイトルズが彼女に4回手術をし、話し声は戻ってきているものの、歌声までは戻っていない。
歌声が失われたにもかかわらず、多くの仕事をこなし、1998年にはロンドンで舞台作品の『ドリトル先生』に出演した。ジュリー・アンドリュースのウェブサイトによると、オウムのポリネシアの声を演じ、「機械の鳥の口の中にあるコンピューターチップに700ほどの文や音を録音しました。『動物とおしゃべり』の歌ではオウムのポリネシアも歌う（recorded some 700 sentences and sounds, which were placed on a computer chip that sat in the mechanical bird's mouth. In the song 'Talk to the Animals,' Polynesia the parrot even sings）」そうである。次の年1999年11月に放映されたテレビ映画、『One Special Night』でジェームズ・ガーナーと再共演した。
2000年、舞台芸術の功績でエリザベス2世よりバッキンガム宮殿で大英帝国勲章を受勲しデイム・コマンダー（司令官騎士　DBE）となる。2002年にはビバリー・ワイルシャー・ホテルで開かれた女王の在位50周年を記念するゴールデン・ジュビリーのハリウッドパーティでゲストの一人だった。彼女は2002年にイギリス大衆による投票で選ばれたBBCの『100名の最も偉大な英国人』で女優で唯一、59位にランクインした。
2001年ケネディ・センター名誉賞を受賞する。同じ年、『サウンド・オブ・ミュージック』で共演したクリストファー・プラマーと生放送でテレビ放送された『On Golden Pond』（1979年の戯曲『黄昏』を脚色）で再共演した。

### キャリアの復活
2001年、『プリティ・プリンセス』に出演し、ディズニー映画は『メリー・ポピンズ』（1964年）以来となった。彼女はクラリス・レナルディ女王を演じ、その続編、『プリティ・プリンセス2/ロイヤル・ウェディング』（2004年）でも同役を演じた。『プリティ・プリンセス2』では喉の手術をおこなってから初めて映画で歌った。その"Your Crowning Glory"（ティーンアイドルのレイヴン・シモーネとのデュエット）という歌は彼女の回復してきている声に合わせ、1オクターブに限られた。
その後もディズニー関連の仕事を続け、ニューヨークのプラザホテルに住む女の子を描いた、ケイ・トンプソンの児童書であるエロイーズシリーズを基にした2つのテレビ映画に出演した。『おてんばエロイーズ/キラキラ星のダンスパーティ』は2003年4月に封切、2003年11月に放送され、エミー賞にノミネートされた。同年、サッグハーバーのベイ・ストリート・シアターで、1954年に彼女がブロードウェイデビューを果たしたミュージカル『ボーイフレンド』の再上演を演出し、演出家デビューした。彼女の作品の衣装と舞台背景のデザインは前夫のトニー・ウォールトンが担当し、2005年にグッズピード・オペラハウスで再上演され、2006年に全米ツアーがおこなわれた。
2005年から2006年は ディズニーランドの50周年の18ヶ月にわたる祝賀イベント『地球上で一番ハッピーな帰郷』公式の大使を務め、イベントの宣伝をするため各地を駆け回ったり、ナレーションを録音したり、パークのいくつかのイベントに姿をみせたりした。
2004年、アニメ大ヒット作『シュレック2』（2004年）にリリアン王妃の声を担当し、『シュレック3』（2007年）、『シュレック フォーエバー』（2010年）の続編でも同役を担当する。その後、2007年、ディズニーのミュージカルコメディである『魔法にかけられて』でナレーションをし、『メリー・ポピンズ』のような典型的なディズニー映画に敬意を払っていることを人々に示した。
2007年1月、映画俳優組合より生涯功労賞を受賞し、彼女の目標はこれからも舞台の演出を続けること、そして彼女のブロードウェイ・ミュージカルを演出することだと述べた。彼女は、自伝の第一部と称した、『Home: A Memoir of My Early Years』が2008年4月1日に出版された。この本はイギリスの彼女の初期のイギリスでのミュージックホールサーキットのことなどが記されていて、1962年にメリー・ポピンズ役を得るところで終わっている。2004年に、ウォルト・ディズニー・ビデオのリリースのためにメリー・ポピンズを演じ、『王様と猫』の物語をナレーションした。
2008年の7月から8月上旬、アメリカでの短いツアーである『Julie Andrews' The Gift of Music』でホストを務め、さまざまなロジャース&ハマースタインの歌や、彼女の最近出版された本、『Simeon's Gift』に調和させて歌った。これはかなりの年月を得て、声帯手術後の初めての公衆向けの歌手としてのパフォーマンスとなった。
2009年5月、ポーリー・パビリオンで例年行われる大会、UCLA スプリング・シングで音楽の功労賞としてジョージアイラ・ガーシュウィン賞を受賞した。受賞した際に「頑張れ、熊たち（Bruins）。SCに勝つのです…ストライク・アップ・ザ・バンド、一つ一つの勝利を祝うために。」と語った

### 2010年以降の活動

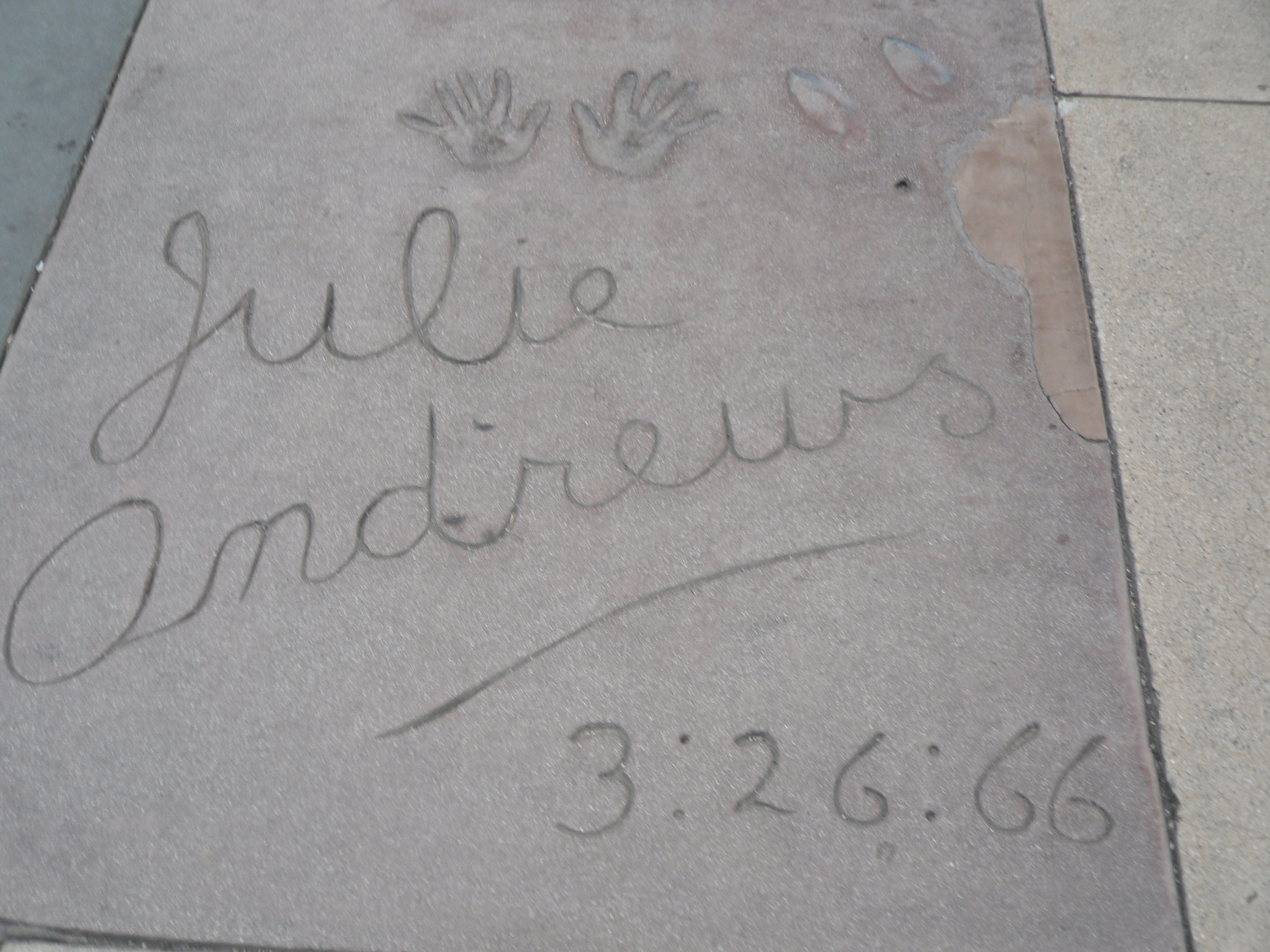
手形とサイン、チャイニーズ・シアター前で

2010年1月、ニューイヤーコンサートのアメリカでの公式プレゼンターを務める。これは彼女の前年に続いて2回目の出演となった。
『妖精ファイター』で助演した。この映画のプロモーションツアーで、Operation USAを紹介し、ハイチ地震の援助キャンペーンを行った。
2010年5月8日、21年来のロンドンでのカムバックを果たした（前のパフォーマンスは1989年にロイヤル・フェスティバル・ホールで行われたクリスマスコンサートであった）。O2アリーナで公演し、 ロイヤル・フィルハーモニー管弦楽団が伴奏をし、演者5人と合唱した。その前、イギリスのテレビに出演し（2009年12月など）、本当に歌うのではないと説明した。その代わりに、「話すように歌う」つもりだと言った。コンサートでは彼女は2回のソロと幾つかのデュエットや伴奏部分を本当に歌った。その夜、2回もスタンディング・オベーションをしたファンなどから、好評を博したものの、批評家からはあまり注目されなかった。
2010年5月18日、23冊目の書籍（娘のエマとの共作）が出版された。2010年6月には『The Very Fairy Princess』と題され、ニューヨーク・タイムズ・ベストセラー・リストの児童書で1位になった。
2010年5月21日、映画『シュレック フォーエバー』が公開され、再度、女王役を演じた。
2010年7月9日、アニメ映画『怪盗グルーの月泥棒 3D』では不親切だが優しい、主人公グルー（声：スティーヴ・カレル）の母の声を演じた。この映画は批評家らから絶賛され、大ヒットした。
2010年10月28日、映画でフォン・トラップ・ファミリーを演じた俳優たちと映画の45周年を祝うために『オプラ・ウィンフリー・ショー』に出演した。数日後、24冊目の本、『Little Bo in Italy』が出版された。
2010年12月15日、ブレイク・エドワーズがカリフォルニア、サンタモニカのSaint John's Health Centerで肺炎の合併症により死去した。アンドリュースは彼が亡くなる時、隣で見守っていたという。
2011年2月、第53回グラミー賞のセレモニーで、グラミー賞 生涯功労賞、娘のエマ・ウォルトン・ハミルトンと共著した『Julie Andrews' A Collection of Poems, Songs and Lullabies』で親子共にグラミー賞 最優秀子供向けスポークン・ワード・アルバム賞を受賞した。
77歳の2013年に、主催者が『サウンド・オブ・ミュージック』で共演して当時14歳であったニコラス・ハモンドである、初めてのオーストラリアとニュージーランドのツアーを引き受けた。歌の代わりに、本土の5つの州都で、映画の契約のことについて話すシリーズを計画した。ニュージーランドでのイベントではセキュリティ上の問題があった。
2018年にエミリー・ブラント主演の「メリー・ポピンズ・リターンズ」へのカメオ出演が依頼されたが、「エミリーのメリー・ポピンズになってほしい」と出演を辞退した。

## 家族
母はピアニストのバーバラ、父は学校教師のテッド・ウェルズ、弟がいる。2008年出版の自伝で「本当の父親は別の人だと母に教えられた」ことを初めて公表したが、テッド・ウェルズを「本当の父親」として慕う気持ちは変わりないとも述べている。幼少の頃両親が離婚し、母は歌手テッド・アンドルーズと結婚。
1959年には幼なじみでデザイナーのトニー・ウォールトンと結婚し、娘エマが生まれた。エマには現在子供が2人いる。ウォールトンとは1967年に離婚しエマの親権を得たが、ウォールトンはジュリーとエマの書いた本のイラストを担当するなど、現在でも親交は続いている。
1969年に映画監督のブレイク・エドワーズと再婚。ABCテレビでのドキュメンタリー"Julie Andrews Back on Broadway"（1995年アメリカ）で、エドワーズ監督が語ったところによれば、最初の出会いは、ある日ビバリーヒルズのサンセット大通りの交差点で信号待ちをする間、二人の運転する車が対向車線同士で停車し、目が合ってHelloと挨拶を交わした。そのまま青信号になって双方すれ違ったが、互いに何か運命的に強烈な印象を残した。その後もエドワーズが「あんなに魅力的なのだから、脚の間には、きっとスミレの花でも咲いているのかしらん」と評したとかで、それを耳にしたアンドリュースがスミレの花束とレターを送ったという。そしてすぐ交際、結婚となった。
以降、2010年にエドワーズが亡くなるまでハリウッドのベストカップルとして知られた。70年代〜80年代の出演映画はほとんどエドワーズ作品である。エドワーズには前妻との子供、ジェニファーとジェフリーがいるほか、ベトナム生まれの女の子2人を養子として迎えている。

## 来日公演
- 1977年
  - 9月19日、27日・28日 日本武道館
  - 9月20日、21日 フェスティバルホール
  - 9月26日 真駒内アイスアリーナ
  - 10月1日 福岡市九電記念体育館
  - 10月3日 帝国ホテル・ディナーショー(孔雀の間)
- 1980年
  - 2月21日、22日 フェスティバルホール
  - 29日、3月1日 日本武道館
  - 3月4日 東京厚生年金会館
- 1992年
  - 11月13日～11月23日 東京厚生年金会館 ほか
- 1993年 
  - 8月・NHKホール他[81][82]

## 主な出演作品

### 映画
| 公開年 | 邦題 原題                                                                                      | 配役                                                                                         | 備考 |
| ------ | ---------------------------------------------------------------------------------------------- | -------------------------------------------------------------------------------------------- | --- |
| 1964年 | メリー・ポピンズ Mary Poppins                                                                  | メリー・ポピンズ Mary Poppins                                                                | アカデミー賞 主演女優賞 受賞 英国アカデミー賞 Most Promising Newcomer to Leading Film Roles 受賞 グラミー賞 最優秀子供のためのアルバム賞 受賞 ゴールデングローブ賞 主演女優賞（ミュージカル・コメディ部門） 受賞 Laurel Awards for Best Female Musical Performance 受賞 ニューヨーク映画批評家協会賞 主演女優賞 2位                                 |
| 1964年 | 卑怯者の勲章 The Americanization of Emily                                                      | エミリー・バーラン Emily Barham                                                              | 英国アカデミー賞 最優秀英国女優賞 ノミネート |
| 1965年 | サウンド・オブ・ミュージック The Sound of Music                                                | マリア・フォン・トラップ Maria von Trapp                                                     | ゴールデングローブ賞 主演女優賞（ミュージカル・コメディ部門） 受賞 Laurel Awards for Best Female Musical Performance 受賞 David di Donatello Award for Best Foreign Actress 受賞 アカデミー賞 主演女優賞 ノミネート 英国アカデミー賞 最優秀英国女優賞 ノミネート グラミー賞 最優秀アルバム賞 ノミネート ニューヨーク映画批評家協会賞 主演女優賞 2位 |
| 1966年 | 引き裂かれたカーテン Torn Curtain                                                              | セーラ・ルイス・シャーマン博士 Dr. Sarah Louise Sherman                                      | |
| 1966年 | ハワイ Hawaii                                                                                  | ジェルーシャ・ブルムリー Jerusha Bromley                                                     | |
| 1967年 | モダン・ミリー Thoroughly Modern Millie                                                        | ミリー・ディルマウント Millie Dillmount                                                      | Laurel Awards for Best Female Comedy Performance 受賞 ゴールデングローブ賞 主演女優賞（ミュージカル・コメディ部門） ノミネート |
| 1968年 | スター! Star!                                                                                  | ガートルード・ローレンス Gertrude Lawrence                                                   | ゴールデングローブ賞 主演女優賞（ミュージカル・コメディ部門） ノミネート |
| 1970年 | 暁の出撃 Darling Lili                                                                          | リリー・スミス（シュミット） Lili Smith (Schmidt)                                            | ゴールデングローブ賞 主演女優賞（ミュージカル・コメディ部門） ノミネート |
| 1974年 | 夕映え The Tamarind Seed                                                                       | ジュディス・ファーロー Judith Farrow                                                         | |
| 1976年 | ピンク・パンサー3 The Pink Panther Strikes Again                                               | エインズリー・ジャーヴィス（歌唱部分吹き替え） Ainsley Jarvis (singing voice)                | （クレジットなし） |
| 1979年 | テン 10                                                                                        | サム・テイラー Samantha Taylor                                                               | ゴールデングローブ賞 主演女優賞（ミュージカル・コメディ部門） ノミネート |
| 1980年 | Little Miss Marker                                                                             | Amanda Worthington                                                                           | 日本劇場未公開 |
| 1981年 | S.O.B.                                                                                         | サリー・ミルズ Sally Miles                                                                   | 日本劇場未公開 |
| 1982年 | ビクター/ビクトリア Victor Victoria                                                            | ヴィクトリア・グラント/伯爵ビクター・グラジンスキー Victoria Grant / Count Victor Grezhinski | ゴールデングローブ賞 主演女優賞（ミュージカル・コメディ部門） 受賞 カンザスシティ映画批評家協会賞 女優賞 受賞 ピープルズ・チョイス・アワード 女優賞 受賞 David di Donatello Award for Best Foreign Actress 受賞 アカデミー賞 主演女優賞 ノミネート                                                                                                  |
| 1982年 | ピンク・パンサーX Trail of the Pink Panther                                                    | 掃除人                                                                                       | カメオ出演 （クレジットなし） |
| 1983年 | グッバイ、デイビッド The Man Who Loved Women                                                   | マリアンナ Marianna                                                                          | 日本劇場未公開 |
| 1986年 | That's Life!                                                                                   | Gillian Fairchild                                                                            | 日本劇場未公開 ゴールデングローブ賞 主演女優賞（ミュージカル・コメディ部門） ノミネート |
| 1986年 | デュエット・フォー・ワン Duet for One                                                          | ステファニー・アンダーソン Stephanie Anderson                                                | 日本劇場未公開 ゴールデングローブ賞 主演女優賞（ドラマ部門） ノミネート |
| 1991年 | アフタヌーンティーはベッドで Cin Cin                                                           | パメラ・ピケ Mrs. Pamela Piquet                                                              | |
| 1991年 | 君が眠る前に Our Sons                                                                          | オードリー・グラント Audrey Grant                                                            | テレビ映画 |
| 2000年 | Relative Values                                                                                | Felicity Marshwood                                                                           | 日本劇場未公開 |
| 2001年 | プリティ・プリンセス The Princess Diaries                                                      | クラリス・レナルディ Queen Clarisse Renaldi                                                  | キッズ・チョイス・アワード 映画女優賞 ノミネート |
| 2002年 | 夢見る頃を過ぎても Unconditional Love                                                          | 本人                                                                                         | 日本劇場未公開 カメオ出演（クレジットなし） |
| 2004年 | シュレック2 Shrek 2                                                                            | リリアン王妃 Queen Lillian                                                                   | 声の出演 |
| 2004年 | プリティ・プリンセス2/ロイヤル・ウェディング The Princess Diaries 2: Royal Engagement          | クラリス・レナルディ Queen Clarisse Renaldi                                                  | |
| 2006年 | おてんばエロイーズ/キラキラ星のダンスパーティ Eloise at the Plaza                              | ナニー Nanny                                                                                 | テレビ映画 |
| 2006年 | おてんばエロイーズ/わくわくクリスマス Eloise at Christmastime                                  | ナニー Nanny                                                                                 | テレビ映画 エミー賞 助演女優賞（ミニシリーズ/テレビ映画部門） ノミネート |
| 2007年 | シュレック3 Shrek the Third                                                                    | リリアン王妃 Queen Lillian                                                                   | 声の出演 |
| 2007年 | 魔法にかけられて Enchanted                                                                     | ナレーション                                                                                 | 声の出演 |
| 2009年 | ディズニー映画の名曲を作った兄弟：シャーマン・ブラザーズ The Boys: The Sherman Brothers' Story | 本人                                                                                         | 日本劇場未公開 ドキュメンタリー映画 |
| 2010年 | 妖精ファイター Tooth Fairy                                                                     | リリー Lily                                                                                  | 『第3回 したまちコメディ映画祭in台東』でのみ上映 |
| 2010年 | 怪盗グルーの月泥棒 3D Despicable Me                                                            | グルーの母 Marlena, Gru's Mom                                                                | 声の出演 |
| 2010年 | シュレック フォーエバー Shrek Forever After                                                    | リリアン王妃 Queen Lillian                                                                   | 声の出演 |
| 2013年 | 怪盗グルーのミニオン危機一発 Despicable Me 2                                                   | グルーの母 Marlena, Gru's Mom                                                                | 声の出演 |
| 2017年 | 怪盗グルーのミニオン大脱走 Despicable Me 3                                                     | グルーの母 Marlena, Gru's Mom                                                                | 声の出演 |
| 2018年 | アクアマン Aquaman                                                                             | カラゼン Karathen                                                                            | 声の出演 |
| 2022年 | The King's Daughter                                                                            | ナレーション                                                                                 | 声の出演 |
| 2022年 | ミニオンズ フィーバー Minions: The Rise of Gru                                                 | グルーの母 Marlena, Gru's Mom                                                                | 声の出演 |

### テレビ番組
| 公開年                      | 邦題 原題                                                         | 配役                              | 備考 |
| --------------------------- | ----------------------------------------------------------------- | --------------------------------- | --- |
| 1956年                      | Ford Star Jubilee                                                 | Lise                              | テレビ映画 High Tor |
| 1957年                      | シンデレラ Rodgers and Hammerstein's Cinderella                   | シンデレラ Cinderella             | テレビ映画 エミー賞 Best Actress in a Single Performance – Lead or Support ノミネート                                                                           |
| 1962年                      | Julie and Carol at Carnegie Hall                                  | 本人                              | |
| 1972年 ‐1973年              | ジュリー・アンドリュース・アワー The Julie Andrews Hour           | 司会                              | エミー賞 ヴァラエティ/ミュージカル番組部門 受賞 ゴールデングローブ賞 女優賞（ミュージカル・コメディ部門） ノミネート エミー賞 Outstanding New Series ノミネート |
| 1973年                      | Julie on Sesame Street                                            | 本人                              | |
| 1991年                      | 君が眠る前に Our Sons                                             | オードリー・グラント Audrey Grant | テレビ映画 |
| 1992年                      | Julie                                                             | Julie Carlisle                    | |
| 1999年                      | One Special Night                                                 | Catherine                         | |
| 2001年                      | On Golden Pond                                                    | Ethel Thayer                      | |
| 2003年                      | おてんばエロイーズ/キラキラ星のダンスパーティ Eloise at the Plaza | ナニー Nanny                      | テレビ映画 |
| 2003年                      | おてんばエロイーズ/わくわくクリスマス Eloise at Christmastime     | ナニー Nanny                      | テレビ映画 エミー賞 助演女優賞（ミニシリーズ/テレビ映画部門） ノミネート                                                                                        |
| 2004年                      | Broadway: The American Musical                                    | 本人                              | ナレーター/PBSのミュージカルシアターのドキュメンタリーの6回分で司会 エミー賞 クリエイティブアート・エミー賞（ノンフィクション・シリーズ部門） 受賞              |
| 2009年 2010年 2012年 2014年 | ニューイヤーコンサート                                            | 本人                              | ナレーター / 司会 |
| 2020年‐                     | ブリジャートン家 Bridgerton                                       | レディ・ホイッスルダウン          | |

### 舞台
| 公開年          | 邦題 原題                           | 配役                                   | 劇場名 | 備考 |
| --------------- | ----------------------------------- | -------------------------------------- | --- | --- |
| 1954年          | ボーイ・フレンド The Boy Friend     | ポリー・ブラウン Polly Brown           | ブロードウェイ ロイヤル・シアター | シアター・ワールド賞 女優賞 受賞                                                                                 |
| 1956年 - 1962年 | マイ・フェア・レディ My Fair Lady   | イライザ・ドゥーリトル Eliza Doolittle | ブロードウェイ マーク・ヘリンジャー劇場、 ブロードハースト・シアター、 ブロードウェイ・シアター ウエスト・エンド ドルリー・レーン劇場 | トニー賞 ミュージカル主演女優賞 ノミネート                                                                       |
| 1960年          | キャメロット Camelot                | グィネヴィア王妃 Queen Guinevere       | ブロードウェイ マジェスティック劇場                                                                                                   | トニー賞 ミュージカル主演女優賞 ノミネート                                                                       |
| 1993年          | Putting It Together                 | Amy                                    | オフブロードウェイ ニューヨーク・シティセンター                                                                                       | ドラマ・デスク賞 ミュージカル助演女優賞 ノミネート                                                               |
| 1995年          | ビクター/ビクトリア Victor/Victoria | ビクター/ヴィクトリア Victor/Victoria  | ブロードウェイ マーキス劇場 | ドラマ・デスク賞 ドラマ・デスク賞 ミュージカル主演女優賞 受賞 トニー賞 ミュージカル主演女優賞 ノミネート（辞退） |

## 主な受賞

### アカデミー賞
| 年     | 部門       | 結果       | ノミネート対象                                  |
| ------ | ---------- | ---------- | ----------------------------------------------- |
| 1965年 | 主演女優賞 | 受賞       | メリー・ポピンズ Mary Poppins                   |
| 1966年 | 主演女優賞 | ノミネート | サウンド・オブ・ミュージック The Sound of Music |
| 1983年 | 主演女優賞 | ノミネート | ビクター/ビクトリア Victor Victoria             |

### 英国アカデミー賞
| 年     | 部門                                          | 結果       | ノミネート対象                                                                              |
| ------ | --------------------------------------------- | ---------- | ------------------------------------------------------------------------------------------- |
| 1965年 | Most Promising Newcomer to Leading Film Roles | 受賞       | メリー・ポピンズ Mary Poppins                                                               |
| 1966年 | 最優秀英国女優賞                              | ノミネート | 卑怯者の勲章 The Americanization of Emily、 サウンド・オブ・ミュージック The Sound of Music |

### エミー賞
| 年     | 部門                                                                                  | 結果       | ノミネート対象                                                       |
| ------ | ------------------------------------------------------------------------------------- | ---------- | -------------------------------------------------------------------- |
| 1958年 | Best Actress in a Single Performance – Lead or Support                                | ノミネート | シンデレラ Rodgers and Hammerstein's Cinderella                      |
| 1965年 | Outstanding Individual Achievements in Entertainment - Actors and Performers          | ノミネート | アンディ・ウィリアムス・ショー The Andy Williams Show （ゲスト出演） |
| 1972年 | ヴァラエティ/ミュージカルシングル番組部門                                             | ノミネート | Julie and Carol at Lincoln Center                                    |
| 1973年 | ヴァラエティ/ミュージカル番組部門                                                     | 受賞       | ジュリー・アンドリュース・アワー The Julie Andrews Hour              |
| 1973年 | Outstanding New Series                                                                | ノミネート | ジュリー・アンドリュース・アワー The Julie Andrews Hour              |
| 1981年 | デイタイム賞Outstanding Individual Achievement in Children's Programming - Performers | ノミネート | The CBS Festival of Lively Arts for Young People                     |
| 1995年 | プライムタイム賞ヴァラエティ/音楽番組における個人パフォーマンス賞                     | ノミネート | The Sound of Julie Andrews                                           |
| 2004年 | プライムタイム賞助演女優賞（ミニシリーズ/テレビ映画部門）                             | ノミネート | Eloise at Christmastime                                              |
| 2005年 | プライムタイム賞ノンフィクション賞（ノンフィクション・シリーズ部門）                  | 受賞       | Broadway: The American Musical                                       |

### グラミー賞
| 年     | 部門                                                         | 結果       | ノミネート対象                                                                     |
| ------ | ------------------------------------------------------------ | ---------- | ---------------------------------------------------------------------------------- |
| 1965年 | 最優秀子供のためのアルバム賞                                 | 受賞       | メリー・ポピンズ（サウンドトラック） Mary Poppins (soundtrack)                     |
| 1966年 | 最優秀アルバム賞                                             | ノミネート | サウンド・オブ・ミュージック（サウンド・トラック） The Sound of Music (soundtrack) |
| 1996年 | 最優秀トラディショナル・ポップ・ヴォーカル・パフォーマンス賞 | ノミネート | エーデルワイス Broadway: The Music Of Richard Rodgers                              |
| 1998年 | 最優秀トラディショナル・ポップ・ヴォーカル・パフォーマンス賞 | ノミネート | Here I'll Stay                                                                     |
| 2011年 | 特別功労賞生涯業績賞                                         | 受賞       |                                                                                    |
| 2011年 | 最優秀子供向けスポークン・ワード・アルバム賞                 | 受賞       | Julie Andrews' Collection of Poems, Songs and Lullabies                            |

### ゴールデングローブ賞
| 年     | 部門                                          | 結果       | ノミネート対象                                          |
| ------ | --------------------------------------------- | ---------- | ------------------------------------------------------- |
| 1965年 | 主演女優賞（ミュージカル・コメディ部門）      | 受賞       | メリー・ポピンズ Mary Poppins                           |
| 1966年 | 主演女優賞（ミュージカル・コメディ部門）      | 受賞       | サウンド・オブ・ミュージック The Sound of Music         |
| 1967年 | ヘンリエッタ賞 （世界でもっとも好かれた女優） | 受賞       |                                                         |
| 1968年 | 主演女優賞（ミュージカル・コメディ部門）      | ノミネート | モダン・ミリー Thoroughly Modern Millie                 |
| 1968年 | ヘンリエッタ賞 （世界でもっとも好かれた女優） | 受賞       |                                                         |
| 1969年 | 主演女優賞（ミュージカル・コメディ部門）      | ノミネート | スター! Star!                                           |
| 1969年 | ヘンリエッタ賞 （世界でもっとも好かれた女優） | ノミネート |                                                         |
| 1970年 | ハンリエッタ賞 （世界でもっとも好かれた女優） | ノミネート |                                                         |
| 1971年 | 主演女優賞（ミュージカル・コメディ部門）      | ノミネート | 暁の出撃 Darling Lili                                   |
| 1971年 | ヘンリエッタ賞 （世界でもっとも好かれた女優） | ノミネート |                                                         |
| 1973年 | 女優賞（ミュージカル・コメディ部門）          | ノミネート | ジュリー・アンドリュース・アワー The Julie Andrews Hour |
| 1980年 | 主演女優賞（ミュージカル・コメディ部門）      | ノミネート | テン 10                                                 |
| 1983年 | 主演女優賞（ミュージカル・コメディ部門）      | 受賞       | ビクター/ビクトリア Victor Victoria                     |
| 1987年 | 主演女優賞（ミュージカル・コメディ部門）      | ノミネート | That's Life!                                            |
| 1987年 | 主演女優賞（ドラマ部門）                      | ノミネート | デュエット・フォー・ワン Duet for One                   |

### ダヴィッド・ディ・ドナテッロ賞
| 年     | 部門             | 結果 | ノミネート対象                                  |
| ------ | ---------------- | ---- | ----------------------------------------------- |
| 1966年 | 最優秀外国女優賞 | 受賞 | サウンド・オブ・ミュージック The Sound of Music |
| 1983年 | 最優秀外国女優賞 | 受賞 | ビクター/ビクトリア Victor Victoria             |

### トニー賞
| 年     | 部門                           | 結果       | ノミネート対象                      |
| ------ | ------------------------------ | ---------- | ----------------------------------- |
| 1957年 | ミュージカル主演女優賞         | ノミネート | マイ・フェア・レディ My Fair Lady   |
| 1961年 | ミュージカル主演女優賞         | ノミネート | キャメロット Camelot                |
| 1996年 | ミュージカル主演女優賞（辞退） | ノミネート | ビクター/ビクトリア Victor/Victoria |

### ドラマ・デスク・アワード
| 年     | 部門                   | 結果       | ノミネート対象                      |
| ------ | ---------------------- | ---------- | ----------------------------------- |
| 1994年 | ミュージカル助演女優賞 | ノミネート | Putting It Together                 |
| 1996年 | ミュージカル主演女優賞 | 受賞       | ビクター/ビクトリア Victor/Victoria |

### Laurel Awards
| 年     | 部門                            | 結果 | ノミネート対象                                  |
| ------ | ------------------------------- | ---- | ----------------------------------------------- |
| 1965年 | Best Female Musical Performance | 受賞 | メリー・ポピンズ Mary Poppins                   |
| 1965年 | Female Star                     | 3位  |                                                 |
| 1966年 | Best Female Musical Performance | 受賞 | サウンド・オブ・ミュージック The Sound of Music |
| 1966年 | Female Star                     | 2位  |                                                 |
| 1967年 | Best Female Musical Performance | 受賞 | モダン・ミリー Thoroughly Modern Millie         |
| 1967年 | Female Star                     | 受賞 |                                                 |
| 1968年 | Female Star                     | 受賞 |                                                 |
| 1970年 | Female Star                     | 6位  |                                                 |
| 1971年 | Female Star                     | 10位 |                                                 |

### その他の賞
| 年     | 賞                                                        | 部門                                | 結果       | ノミネート対象                                  |
| ------ | --------------------------------------------------------- | ----------------------------------- | ---------- | ----------------------------------------------- |
| 1955年 | シアター・ワールド賞                                      | 女優賞                              | 受賞       | ボーイ・フレンド The Boy Friend                 |
| 1965年 | ニューヨーク映画批評家協会賞                              | 主演女優賞（2位）                   | 2位        | メリー・ポピンズ Mary Poppins                   |
| 1966年 | ニューヨーク映画批評家協会賞                              | 主演女優賞                          | 2位        | サウンド・オブ・ミュージック The Sound of Music |
| 1979年 | ハリウッド・ウォーク・オブ・フェーム                      | 映画                                | 受賞       | 6901 Hollywood Blvd.                            |
| 1983年 | カンザスシティ映画批評家協会賞                            | 最優秀女優賞                        | 受賞       | ビクター/ビクトリア Victor Victoria             |
| 1983年 | ヘイスティ・プディング・シアトリカルズ                    | ウーマン・オブ・ジ・イヤー          | 受賞       |                                                 |
| 1983年 | 聖ジョージ映画賞                                          | 最優秀外国主演俳優賞                | ノミネート | ビクター/ビクトリア Victor Victoria             |
| 1991年 | ディズニー・レジェンド                                    | 映画出演                            | 受賞       |                                                 |
| 1993年 | Women in Film                                             | Crystal Award                       | 受賞       |                                                 |
| 2001年 | ケネディ・センター名誉賞                                  |                                     | 受賞       |                                                 |
| 2001年 | Society of Singers                                        | Society of Singers Life Achievement | 受賞       |                                                 |
| 2001年 | サン・セバスティアン国際映画祭                            | ドノスティア賞                      | 受賞       |                                                 |
| 2002年 | キッズ・チョイス・アワード                                | フェイバリット映画女優賞            | ノミネート | プリティ・プリンセス The Princess Diaries       |
| 2004年 | Golden Plate Award                                        | The Arts                            | 受賞       |                                                 |
| 2005年 | ラスベガス映画批評家協会賞（シエラ賞）                    | ウィリアム・ホールデン生涯功労賞    | 受賞       |                                                 |
| 2007年 | 全米映画俳優組合賞                                        | 生涯功労賞                          | 受賞       |                                                 |
| 2009年 | UCLA スプリング・シング ジョージ&アイラ・ガーシュウィン賞 | 音楽生涯功労賞                      | 受賞       |                                                 |
| 2011年 | プリンセスグレース財団賞                                  | プリンスレニエIII賞                 | 受賞       |                                                 |
| 2019年 | ヴェネツィア国際映画祭                                    | 栄誉金獅子賞                        | 受賞       |                                                 |

## 著書
アンドリュースはジュリー・アンドリュース・エドワーズ（Julie Andrews Edwards）やジュリー・エドワーズ（Julie Edwards）というペンネームで本を出版することが多い。
- Andrews, Julie. Home: A Memoir of My Early Years (2008) Hyperion ISBN 0-7868-6565-2
- ジュリー・アンドリュース　Home: A Memoir of My Early Years
  - 日本語版『ホーム　ジュリー・アンドリュース自叙伝』星薫子訳、五月書房新社、2023年。ISBN 978-4-909542-48-9
- Andrews, Julie. HomeWork: A Memoir of My Hollywood Years (2019) Hachette Books ISBN 978-0316349253
  - ジュリー・アンドリュース　HomeWork: A Memoir of My Hollywood Years 日本語版、五月書房新社(発行予定)
- Andrews, Julie and Emma Walton Hamilton（著者） and Christine Davenier（イラストレーター）. Very Fairy Princess. Little Browne 2010. ISBN 978-0-316-04050-1.
- Andrews, Julie and Emma Walton Hamilton（著者） and James McMullan（イラストレーター）. Julie Andrews' Collection of Poems, Songs, and Lullabies. Little Brown 2009. ISBN 978-0-316-04049-5.
- Edwards, Julie Andrews（著者） and Judith Gwyn Brown（イラストレーター）Mandy.[37]Harper & Row, 1971. ISBN 0-06-440296-7.
  - 『マンディ』青柳祐美子訳、小学館、2008年
- Edwards, Julie Andrews（著者） and Johanna Westerman（イラストレーター）. "Mandy: 35th Anniversary Edition". HarperCollins, 2006. ISBN 0-06-113162-8.
- Edwards, Julie. 『偉大なワンドゥードルさいごの一ぴき（英語版）（The Last of the Really Great Whangdoodles）』[37]。 New York: Harper and Row. 1974. ISBN 0-00-184461-X.
  - 『偉大なワンドゥードル最後の一匹』青柳祐美子訳、小学館、2008年、各・旧版は岩谷時子訳（TBSブリタニカ,　1979年）
- Edwards, Julie Andrews. Little Bo: The Story of Bonnie Boadicea. Hyperion, 1999. ISBN 0-7868-0514-5.（このシリーズ本は他にもいくつかある。）
- Edwards, Julie Andrews and Emma Walton Hamilton. Dumpy the Dumptruck']. Hyperion, 2000. ISBN 0-7868-0609-5.（Dumpyシリーズ本は他にもある。）
- Edwards, Julie Andrews and Emma Walton Hamilton,（著者）. Gennady Spirin（イラストレーター）. Simeon's Gift. 2003. ISBN 0-06-008914-8.
- Edwards, Julie Andrews and Emma Walton Hamilton. Dragon: Hound of Honor. HarperTrophy, 2005. ISBN 0-06-057121-7.
- Edwards, Julie Andrews and Emma Walton Hamilton（著者） and Tony Walton（イラストレーター）. The Great American Mousical. HarperTrophy, 2006. ISBN 0-06-057918-8.
- Edwards, Julie Andrews and Emma Walton Hamilton. Thanks to You: Wisdom from Mother and Child. Julie Andrews Collection, 2007. ISBN 0-06-124002-8.